# Callian, Var
Callian là một xã thuộc tỉnh Var trong vùng Provence-Alpes-Côte d’Azur, Pháp. Xã này có diện tích 25,42 km², dân số năm 2006 là 2979 người. Xã này nằm ở khu vực có độ cao từ 96-581 mét trên mực nước biển.

## Thông tin nhân khẩu
| Năm    | 1900 | 1901 | 1906 | 1911 | 1926 | 1931 | 1936 | 1946 | 1954 | 1962 | 1968 | 1975 | 1982 | 1990 | 1999 | 2006 |
| ------ | ---- | ---- | ---- | ---- | ---- | ---- | ---- | ---- | ---- | ---- | ---- | ---- | ---- | ---- | ---- | ---- |
| Dân số | 1025 | 888  | 849  | 841  | 832  | 561  | 772  | 783  | 685  | 756  | 942  | 1203 | 1449 | 1503 | 2445 | 2979 |